# Дімос Анастасіадіс
Дімос Анастасіадіс (грец. Δήμος Αναστασιάδης; нар. 13 лютого 1985, Катеріні, Греція)  — грецький співак і композитор.

## Біографія

### Ранні роки
Народився в Катеріні в 1985 році. З 6 років починає вчитися грати на різних музичних інструментах, включаючи фортепіано, гітару, барабани, бузукі. В юності, разом зі своїми друзями, створює підліткову групу під назвою «Δύτες του Χρόνου» (укр. «Водолази часу»), яка грала на концертах в рідному місті. Група не тільки грала рок—музику, а й виконувала пісні, написані Анастасіадісом. Під час навчання в університеті, в 2006 році, бере участь у реаліті-шоу «Dream Show» телеканалу Alpha TV, після цього починає професійну кар'єру співака.

### Кар'єра
Згодом він починає виступати на сцені Σταυρός του Νότου в Афінах. А також починає співпрацювати з People Entertainment Group і влітку 2008 року випускає свій перший CD-сингл «Δήμος Αναστασιάδης». Через три місяця, у вересні 2008 року, випускає альбом «3 помилки» (3 λάθη). В альбом увійшли 13 пісень, музику до яких написав сам Дімос. 15 тижнів поспіль альбом займав першу офіційну позицію в національному Airplay Chart. З великим успіхом виступає у нічних клубах Афін і Салонік.
Влітку 2008 року здійснює перший персональний тур по Греції та отримує запрошення для участі в концерті Джеймса Бланта. Взимку 2009–2010 працював з Елеонорою Зуганелі і Танасіс Алеврас. Після 60 аншлагових концертів, Дімос дає концерти в Салоніках і інших містах Греції. У травні 2010 року представив свій новий CD-сингл «Αντίθετη Τροχιά»: музика Анастасіадіс, слова Вікі Геротодору.
На початку червня 2010 року йому було запропоновано взяти участь у заходах на паралімпійських іграх в Афінах. Співак відповів відразу позитивно, з великою радістю. У листопаді 2010 року вийшов другий повноформатний альбом Анастасіадіса назвою «Αντίθετη Τροχιά» від Universal Music. У зв'язку з цим, Анастасіадіс почав турне по 40 містах Греції з метою сприяння просуванню альбому.
У травні 2011 року вийшло друге видання альбому «Αντίθετη Τροχιά» з двома новимі піснями «Τάσεις Καταστροφής» і «Τα Καλοκαίρια Θα 'μαι Εδώ», прем'єра яких відбулася на Mad Video Music Awards 2011 року. Альбом став золотим. Офіційна церемонія нагородження відбулася 6 липня 2012 року в клубі «Mojito Bay».
Влітку 2011 року Анастасіадіс дає концерти по всій Греції. У той же час бере участь у церемонії закриття Спеціальних Олімпійських Ігор.
В жовтні 2011 году Universal Music випускає новий сингл «З тобою на моїй стороні» (Με σένα πλάι μου): музіка Стеліоса Роккоса, тест Вікі Геротодору. Пісню виконує дует — Стеліос Роккос і Дімос Анастасіадіс.
Взимку 2011–2012 року співпрацює зі Стеліосом Роккосом на сцені ночного клубу Зірка (Αστέρια) в Гліфаді. Програма була настільки успішною, що після невеликої перерви Стеліос Роккос і Дімас Анастасіадіс продовжили свою співпрацю в клубі Астерія (Гліфада) з 4 травня 2012 року.
На початку травня 2012 року вийшов новий студійний альбом «Άλλος Εγώ» (укр. «Я інший»). 16 мая 2012 року — офіційна презентація альбому «Άλλος εγώ». До нього увійшли 11 пісень. До всіх пісень музику написав сам Дімос Анастасіадіс, а тексти були написані Вікі Геротодору і Нікосом Мораїтісом. Виняток становить дует «Με σένα πλάι μου», музику до якого написав Стеліос Роккос. Перший сингл, що має назву «Τώρα» (укр. «Зараз»), був презентований трохи раніше, а на початку травня завершилися зйомки кліпу на цю пісню. Відеокліп зняв режисер Константінос Рігос. 6 липнем 2012 року відбулася урочиста церемонія вручення золотого диска Дімосу Анастасіадісу для альбому «Άλλος εγώ».
Протягом зимового сезону 2012–2013 року Дімос Анастасіадіс виступає разом з Пеггі Зіною в клубі Cosmostage. У програмі також братимуть участь Амарилліс і Лукас Йоркас.

## Композитор
Дімос Анастасіадіс — автор музики більшості пісень власного виконання. Також він пише пісні для Нотіса Сфакіанакіса («Εσύ, η θάλασσα»), Пеггі Зіни.

## Дискографія
- 2008 — CD single «Δήμος Αναστασιάδης»
- 2008 — «3 λάθη»
- 2010 — «Αντίθετη τροχιά»
- 2011 — «Αντίθετη τροχιά» (Deluxe Edition)[13]
- 2012 — «Χτίσε μια Γέφυρα» (сингл)
- 2012 — «Τώρα» (сингл)
- 2012 — «Άλλος Εγώ»
- 2014 — «Ίδια Μάτια»[14]

## Нагороди
- Mad Video Music Awards 2009 — Найкращий новий виконавець[15].
- MAD Video Music Awards 2014 — Найкращий дует/співпраця (Stavento Feat. Дімос Анастасіадіс «Βουτιά Στο Κενό»)[16]